# Борисово (городской округ Коломна)
Борисово — деревня в городском округе Коломна Московской области. 

## География
Деревня находится на левом берегу реки Северки, напротив села Шкинь, расположенного на противоположном берегу.

## Население
| 2002 | 2006 | 2010 | 2021 |
| ---- | ---- | ---- | ---- |
| 28   | ↗35  | ↘19  | ↗95  |

## Люди, связанные с деревней
Здесь родился в 1825 году Пётр Ионович Губонин — купец I гильдии, строитель железных дорог, промышленник и меценат.